# Kreissparkasse Weilburg

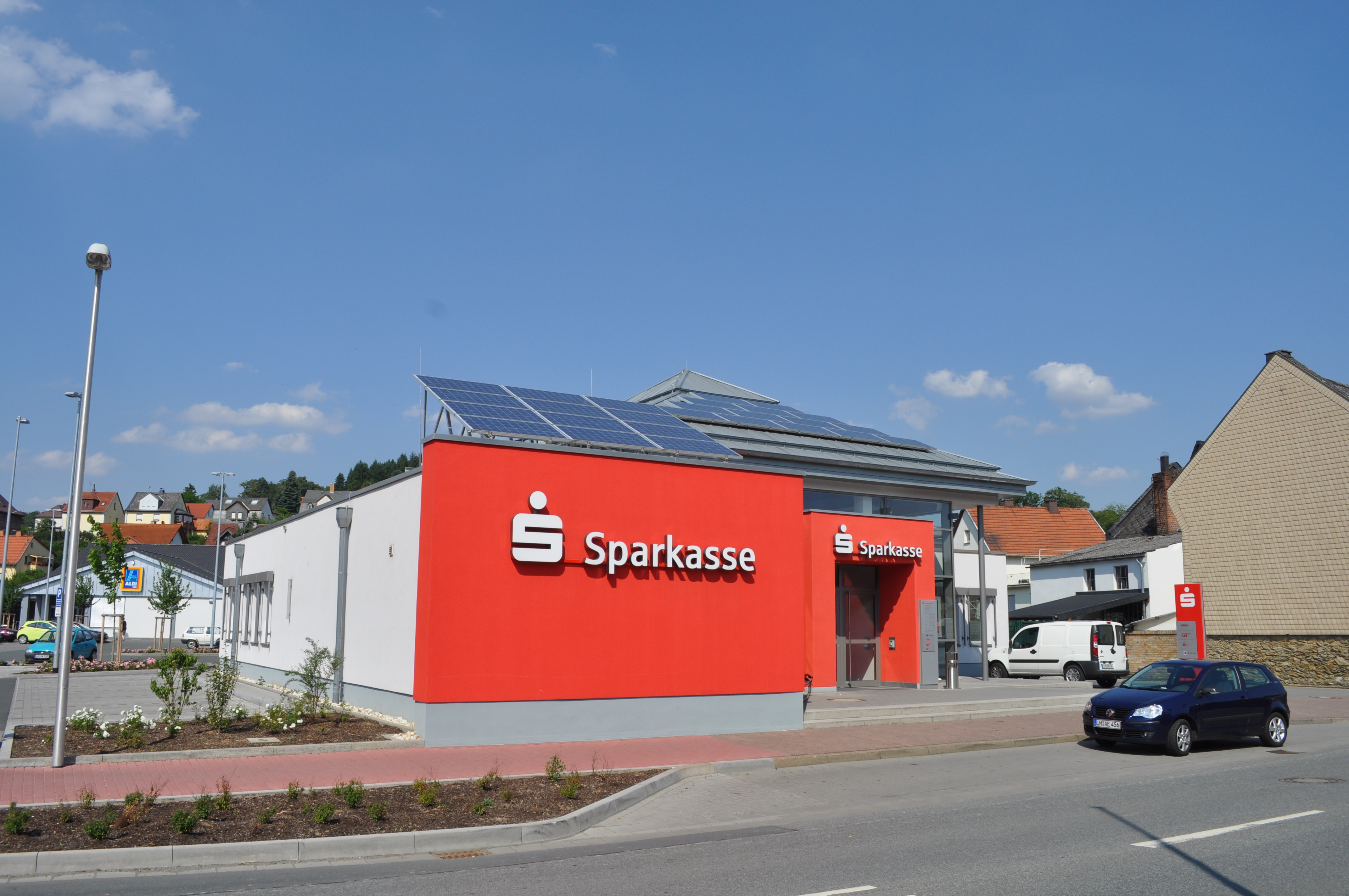
Filiale Weilmünster

Die Kreissparkasse Weilburg ist eine Anstalt des öffentlichen Rechts mit Sitz in Weilburg. Ihr Geschäftsgebiet ist der Altkreis Oberlahn. Rechtsgrundlagen sind das Sparkassengesetz für Hessen und die durch den Verwaltungsrat der Sparkasse erlassene Satzung. Organe der Sparkasse sind der Vorstand und der Verwaltungsrat.

## Geschäftszahlen
Die Kreissparkasse Weilburg wies im Geschäftsjahr 2023 eine Bilanzsumme von 1,336 Mrd. Euro aus und verfügte über Kundeneinlagen von 1,07 Mrd. Euro. Gemäß der Sparkassenrangliste 2023 liegt sie nach Bilanzsumme auf Rang 295. Sie unterhält 11 Filialen/Selbstbedienungsstandorte und beschäftigt 201 Mitarbeiter.

## Sparkassen-Finanzgruppe
Die Kreissparkasse Weilburg ist Teil der Sparkassen-Finanzgruppe und gehört damit auch ihrem Haftungsverbund an. Er sichert den Bestand der Institute und sorgt dafür, dass sie auch im Fall der Insolvenz einzelner Sparkassen alle Verbindlichkeiten erfüllen können. Die Sparkasse vermittelt Bausparverträge der regionalen Landesbausparkasse, offene Investmentfonds der Deka und Versicherungen der SV SparkassenVersicherung. Im Bereich des Leasing arbeitet die Kreissparkasse Weilburg mit der  Deutschen Leasing zusammen. Die Funktion der Sparkassenzentralbank nimmt die Landesbank Hessen-Thüringen wahr.

## Sparkassen-Stiftung Limburg-Weilburg
Die am 6. November 2007 von den beiden im Landkreis ansässigen Kreissparkassen Limburg und Weilburg gegründete Sparkassen-Stiftung Limburg-Weilburg soll Ausdruck deren gesellschaftlichen Engagements sein. Das anfängliche Stiftungsvermögen betrug 1 Mio. Euro.